# ¿Cómo nacen los chilenos?
¿Cómo nacen los chilenos? es un programa de documental chileno, El programa muestra las historias de 12 mujeres chilenas a las que el equipo realizador acompañó durante sus embarazos, durante el parto y también en el regreso a casa. Durante esto se podrá ver embarazos y partos muy diferentes, comprendido en 12 capítulos, los cuales se emitieron todos los domingos a las 18:00 horas. Transmitido por TVN, se estrenó el 19 de agosto de 2012 y finalizó el 4 de noviembre de 2012.

## Formato
Serie documental de televisión que muestra la historia de 12 mujeres de distintos lugares de Chile que viven su embarazo y su parto en condiciones diversas. Darán a conocer las historias de mujeres de culturas originarias que quieren tener a sus hijos como sus ancestros y también mujeres urbanas que deciden tener a sus hijos en su casa, sin anestesia porque consideran que un parto natural es la mejor manera de traer un hijo al mundo. También están los casos de mujeres infértiles que después de años logran embarazarse y el de mujeres que viven en sectores extremos de Chile donde no existen hospitales, que deben dejar sus casas y partir solas a la ciudad para dar a luz sin los riesgos del aislamiento en el que viven.

## Episodios
| N.º | Título                                            | Fecha de emisión original |
| --- | ------------------------------------------------- | ------------------------- |
| 1 | «Nacer en la belleza de Futaleufú»                | 19 de agosto de 2012      |
| Daniela Ortiz junto a su pareja viven en Futaleufú un lugar apartado de la ciudad, pero en el que viven feliz y tranquilos pero esto cambiara porque, ella está embarazada y tienen que prepararse para la llegada de un nuevo integrante a la familia. |                                                   |                           |
| 2 | «Otilia espera a Linda Esperanza»                 | 26 de agosto de 2012      |
| En este capítulo se verá a Otilia que vive en Puente Alto una de las comunas más vulnerables de Chile y tiene cinco hijos. Pero ahora tendrá su sexto bebe pero esta vez una mujer llamada Linda Esperanza que llegará a cambiar su vida.               |                                                   |                           |
| 3 | «Cuando la vida te da una segunda oportunidad»    | 2 de septiembre de 2012   |
| En el tercer capítulo de veremos una bella historia desde Piedra Blanca en Chiloé, sobre el gran dolor de perder un hijo, y esta vez está embarazada de nuevo pero no tendrá complicaciones para su parto.                                              |                                                   |                           |
| 4 | «Padre a los 40»                                  | 9 de septiembre de 2012   |
| Una dura labor para Salvador Barraza, quién será padre por primera vez a los 40 años junto a su pareja estela castro. |                                                   |                           |
| 5 | «Un rotundo cambio de vida»                       | 16 de septiembre de 2012  |
| Una bella historia de amor que transcurre en Santiago. Para esta pareja la vida cambiara radicalmente con la llegada de su primer hijo. |                                                   |                           |
| 6 | «Una historia llena de magia»                     | 23 de septiembre de 2012  |
| En este capítulo veremos a una pareja que tendrá un hijo pero a diferencias de otra historia ellos trabajan en un circo. |                                                   |                           |
| 7 | «La espera trae sus recompensas»                  | 30 de septiembre de 2012  |
| Dieron una larga lucha para tener a su primer hijo y tras un largo proceso su sueño se hizo realidad. |                                                   |                           |
| 8 | «Con tres, la vida se vuelve caótica»             | 7 de octubre de 2012      |
| Gabriela e Iván tuvieron que cambiar el ritmo de sus vidas luego de tener a tres hermosos hijos que llegaron a agrandar, aún más, su familia. |                                                   |                           |
| 9 | «Aunque la naturaleza se lo impidió, igual llegó» | 14 de octubre de 2012     |
| Tras largos nueve meses de espera llegó por fin su segundo hijo adoptivo. |                                                   |                           |
| 10 | «Una bienvenida muy natural»                      | 21 de octubre de 2012     |
| Dagmar tendrá a su cuarto hijo en su casa porque asegura que es la mejor forma de recibirlo. |                                                   |                           |
| 11 | «Un parto inesperado»                             | 28 de octubre de 2012     |
| Una bella historia desde el norte de Chile, de una esforzada pareja que tendrá un hijo pero que nacerá en el momento menos inesperado. |                                                   |                           |
| 12 | «Padres jóvenes»                                  | 4 de noviembre de 2012    |
| La espera de un hijo entre cuadernos, estudios y sueños de independencia. Esto es lo que está viviendo la protagonista de este capítulo. |                                                   |                           |